# 阿爾卑斯山脈 (月球)
阿爾卑斯山脈是月球正面北部的一座山脈，位于西北柏拉图坑和东南的卡西尼环形山之间，它的另一侧与冷海接壤。阿尔卑斯山脉长约450公里，最高峰达4.3-4.7公里，较邻近月海的月面高度高出1.72公里。山脉中间穿插着一条阿尔卑斯谷- 一种起源尚不清楚的地表特征。它的名稱來自歐洲的阿爾卑斯山。

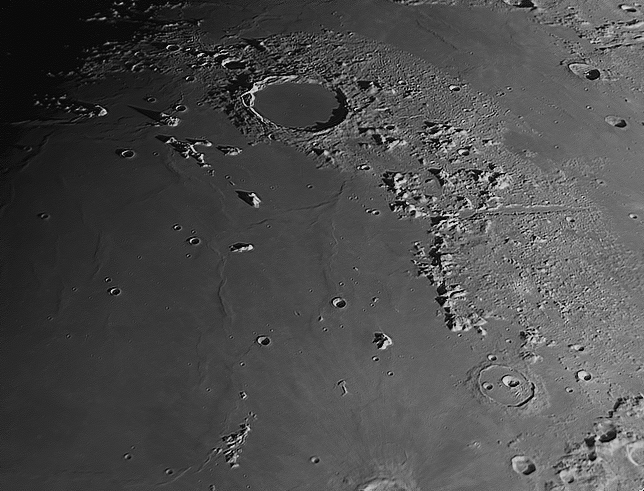
位于月球雨海东北部的阿尔卑斯山脉

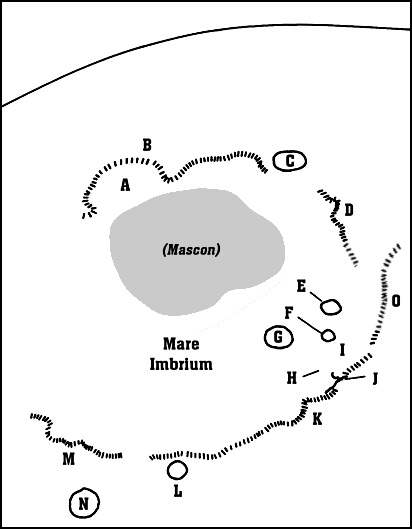
雨海特徵的詳圖。阿尔卑斯山脉的位置以"D"標示。

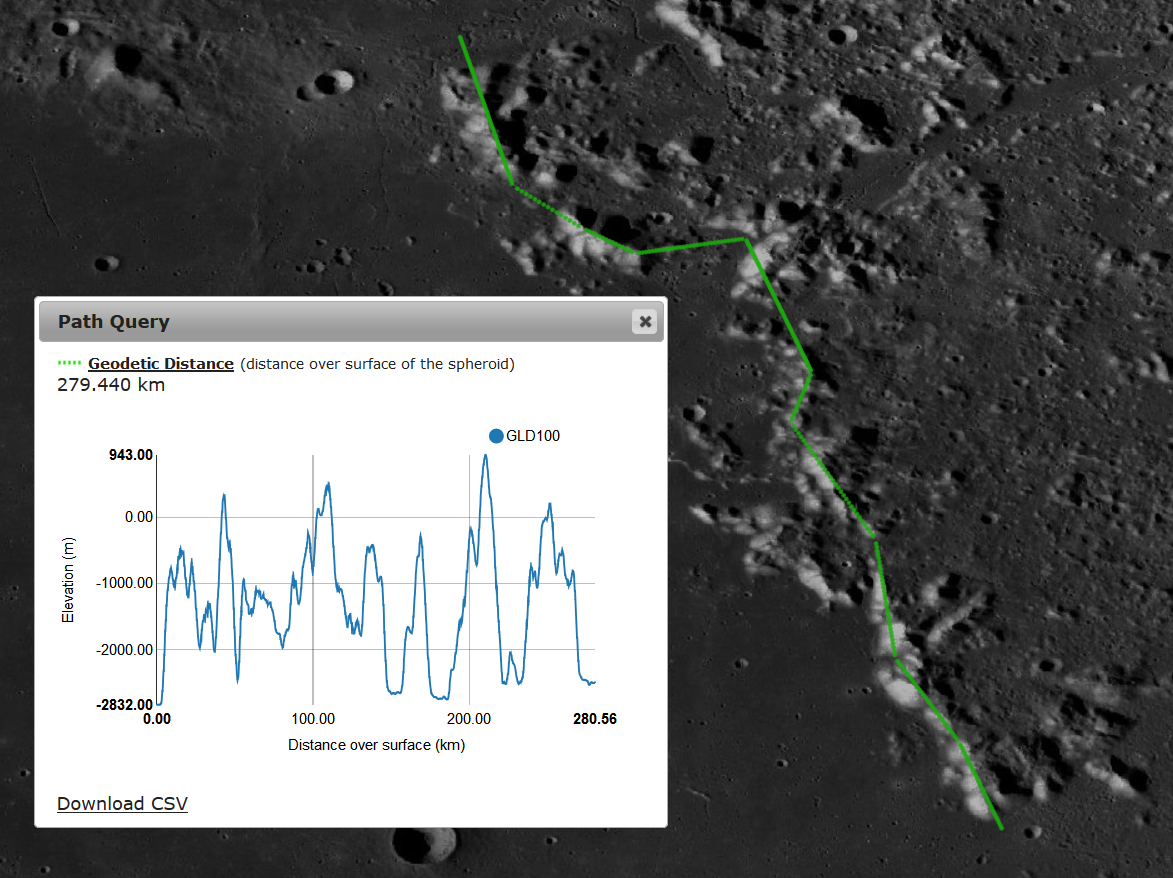
绿色轨迹线显示阿尔卑斯山脉从右到左的高度

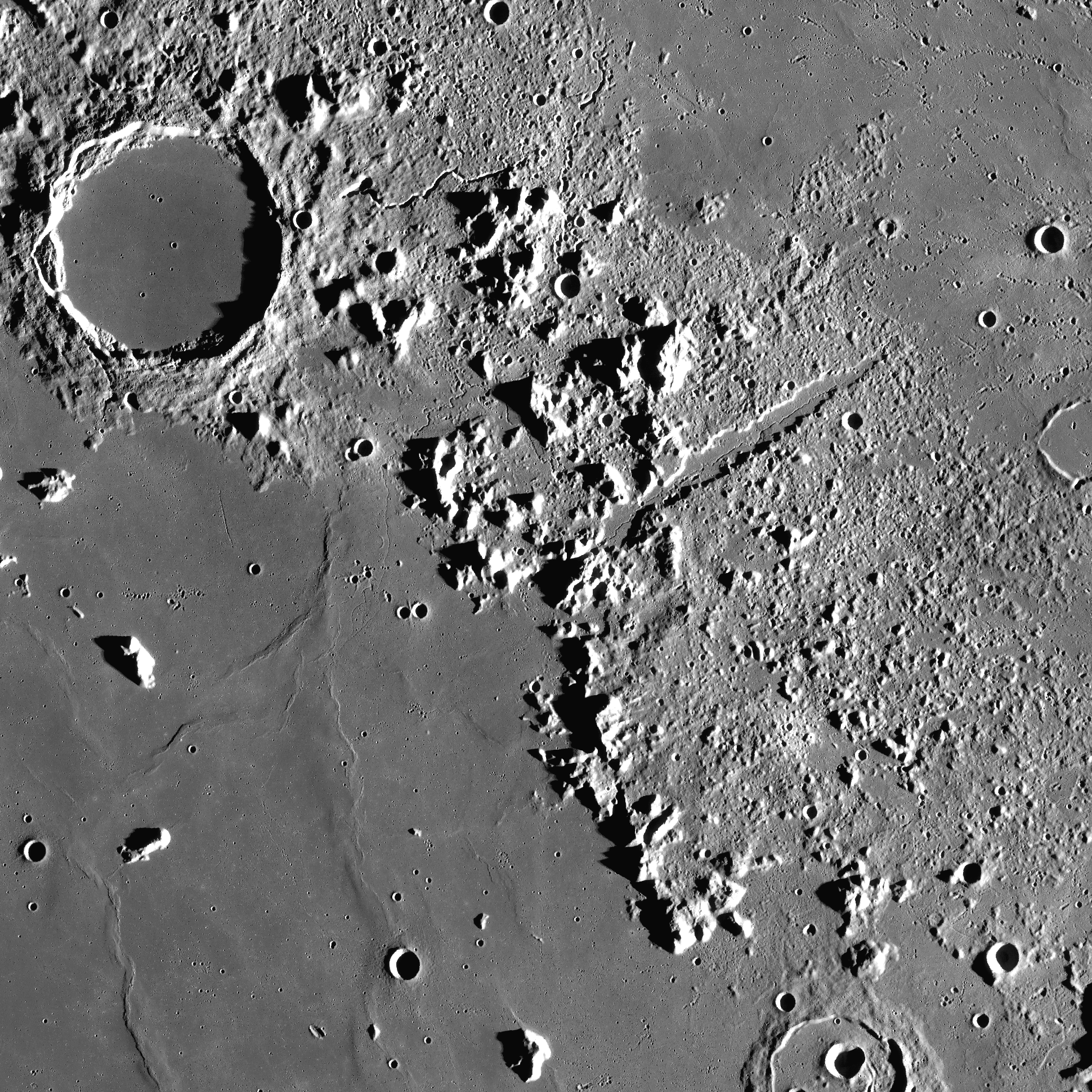
月球上的阿尔卑斯山脉。左下为雨海、右上部是冷海，左上角是柏拉图环形山；右侧中央是阿尔卑斯月谷。

该山脈构成了月球雨海的東北邊界。山脈的西邊是平坦且幾乎毫無特徵的月海，向東方則是有著較高反照率，崎嶇不平的大陸地區。這個區域開始於西北方"阿加西斯岬"(Promontorium Agassiz)的卡西尼环形山然後向西北延伸約50公里，並接續到東部邊緣有著幽暗底部與斷斷續續環壁的柏拉圖坑；在最後這一段可以找到被稱為柏拉圖裂隙的月溪系統。
山脉西北三分之一处被阿爾卑斯月谷断開，寬阔的裂谷從阿爾卑斯山脈的狭窄裂口向東北延伸，直抵冷海邊緣；形成總長約180公里，最寬約20公里，中间狹窄的裂縫。
山脉東南约三分之一处是勃朗峰，峰高達到3.6公里，相比之下，该區域的山脉高度都在1.8至2.4公里之間。在勃朗峰和阿加西斯岬之間是"德维尔岬"(Promontorium Deville)；阿加西斯岬的西南方是獨立的皮通山，山峰的高度達到2.3公里。